# Eyrieux
Pour l’article ayant un titre homophone, voir Heyrieux.
L'Eyrieux (en occitan, Airiu) est une rivière française, qui coule principalement dans le département de l'Ardèche et pour moins d'un kilomètre dans la Drôme, en région Auvergne-Rhône-Alpes. C'est un affluent de rive droite du fleuve le Rhône.
Son bassin concerne aussi celui de la Haute-Loire par la Rimande.

## Hydronymie
- Dans les textes carolingiens, Héronis était le nom donné à l’Eyrieux.
- Au XVIIIe siècle, on l'orthographiait Heyrieux, de nos jours, il devient Eyrieux.
- Avant 1950, on trouve aussi l'orthographe « Erieux » sur des cartes de la division administrative (départements) de la France.
- Des recherches sur l'étymologie disent que la forme originelle serait Eriou aux conjonctions linguistiques plurielles : le celte ara/ere rejoint la notion védique de peuple = arí[4], et l’augmentatif grec ar–/ari–/eri–, qui exprime une idée de force ou d’excès[5].
  - Eyrieux désignerait un territoire d'eaux tourbillonnantes, aux furies dévastatrices, terribles, fougueuses et rapides.
  - Le nom des Aryens comporterait la même connotation de terrible affecté au peuple[6].
- Selon d'autres sources (le géographe grec Strabon), on trouve le mot Obris au Ier siècle, de signification inconnue et d'origine vraisemblablement préceltique.

## Géographie
De 83,5 km de longueur, l'Eyrieux, affluent rive droite du Rhône, est l'une des principales rivières qui viennent grossir ce fleuve entre Lyon et Avignon. Son bassin d'une superficie totale de 865 km2, représente près des 3/4 de la région dite des Boutières. Il prend sa source près du lac de Devesset à 1 100 mètres d'altitude.
L'ensemble du bassin est compris entre la chaîne cévenole au sud et à l'est, à laquelle il est adossé (point culminant : mont Mézenc à 1 753 mètres) et une arête montagneuse moins importante au nord, qui, partant de la chaîne des Boutières, s'abaisse progressivement jusqu'au Rhône. Le point le plus bas du bassin, au confluent avec le Rhône, est à la cote 95 mètres NGF et la cote médiane est de 730 mètres.

### Communes et cantons traversés
Dans les deux départements de la Drôme et de l'Ardèche, l'Eyrieux traverse les vingt-sept communes suivantes de l’amont vers l'aval, de Devesset (source), Saint-Agrève, Saint-Julien-d'Intres, Chanéac, Saint-Martin-de-Valamas, Saint-Jean-Roure, Jaunac, Le Cheylard, Saint-Cierge-sous-le-Cheylard, Saint-Michel-d'Aurance, Saint-Julien-Labrousse, Saint-Barthélemy-le-Meil, Beauvène, Chalencon, Gluiras, Saint-Maurice-en-Chalencon, Saint-Sauveur-de-Montagut, Saint-Michel-de-Chabrillanoux, Les Ollières-sur-Eyrieux, Saint-Vincent-de-Durfort, Dunière-sur-Eyrieux, Saint-Fortunat-sur-Eyrieux, Saint-Laurent-du-Pape, Beauchastel, Étoile-sur-Rhône, Livron-sur-Drôme, La Voulte-sur-Rhône (confluence). La commune d'Étoile-sur-Rhône est traversée sur moins d'un kilomètre près de l'embouchure, alors que la commune de Livron-sur-Drôme est en rive droite du Rhône.
Soit en termes de cantons l'Eyrieux prend sa source dans le canton de Haut-Eyrieux, traverse le canton de Loriol-sur-Drôme et conflue dans le canton de Rhône-Eyrieux, le tout dans les arrondissements de Tournon-sur-Rhône, de Valence et de Privas.

### Toponymes
L'Eyrieux a donné son hydronyme aux trois communes suivantes de Les Ollières-sur-Eyrieux, Dunière-sur-Eyrieux, Saint-Fortunat-sur-Eyrieux, ainsi qu'au deux cantons de canton de Haut-Eyrieux et canton de Rhône-Eyrieux.

### Bassin versant
L'Eyrieux traverse les neuf zones hydrographique suivantes de « L'Eyrieux de la Glueyre à la Dunière », « L'Eyrieux de sa source à l'Eysse », « L'Eysse », « L'Eyrieux de l'Eysse au ruisseau du Ranc Courbier », « Le Rhône de l'Eyrieux (inclus) à la Drôme (zones V410 à V416 exclues) », « Le Rhône et la Dérivation de Beauchastel », « La Dunière », « L'Eyrieux du ruisseau du Ranc Courbier inclus au Talaron inclus », « L'Eyrieux du Talaron à la Glueyre incluse ».

### Organisme gestionnaire
L'organisme gestionnaire du bassin versant de l'Eyrieux et de ses affluents est le Syndicat mixte Eyrieux Clair.

## Affluents
L'Eyrieux a cinquante-quatre affluents référencés dont les principaux de plus de 5 km sont :
- la Rimande (rd[note 1]), 14 km avec trois affluents et de rang de Strahler trois, avec un sous bassin versant de 30,5 km2[7].
- la Saliouse (rd), 19 km avec trois affluents et de rang de Strahler deux, avec un sous bassin versant de 61,4 km2[7].
- l'Eysse (rd), 23 km avec quinze affluents et de rang de Strahler trois, avec un sous bassin versant de 87,9 km2[7].
- la Dorne (rd), 21 km avec dix-huit affluents et de rang de Strahler cinq, avec un sous bassin versant de 78,4 km2[7].
- le Talaron (rd), 18 km avec onze affluents et de rang de Strahler deux, avec un sous bassin versant de 43,9 km2[7].
- la Glueyre (rd), 27 km avec treize affluents et de rang de Strahler quatre, avec un sous bassin versant de 94,4 km2[7].
- l'Auzène (rd), 22 km avec quatorze affluents et de rang de Strahler trois, avec un sous bassin versant de 59,9 km2[7].
- la Dunière (rg) 24 km avec huit affluents et de rang de Strahler quatre, avec un sous bassin versant de 108,5 km2[7].
- le Boyon (rd), 18 km avec cinq affluents et de rang de Strahler deux, avec un sous bassin versant de 30,6 km2[7].
- le ruisseau du Glo (rg), 29 km avec deux affluents et de rang de Strahler deux, avec un sous bassin versant de 16,5 km2[7].
- le ruisseau d'Aygueneyre (rg) 9 km avec quatre affluents et de rang de Strahler deux, avec un sous bassin versant de 19,6 km2[7].
- le ruisseau de la Crotte 7 km avec deux affluents et de rang de Strahler trois.
- le ruisseau d'Aurance 7 km sans affluent et donc de rang de Strahler un.
- le ruisseau des Eygas 7 km avec quatre affluents et de rang de Strahler deux.
- le ruisseau du Ranc Courbier 7 km avec deux affluents et de rang de Strahler deux.
- le Charnut 6 km avec un affluent et de rang de Strahler deux.

### Rang de Strahler
Donc son rang de Strahler est de six par la Dorne et le ruisseau de Sardige.

## Hydrologie

### L'Eyrieux à Saint-Fortunat-sur-Eyrieux
Le débit moyen interannuel de l'Eyrieux a été observé et calculé sur une période de 27 ans (1965-1991) entre Dunière-sur-Eyrieux et Saint-Fortunat-sur-Eyrieux,. Il s'élève à 15,6 m3/s (mètres-cubes par seconde) pour une surface de bassin de 764 km2, soit la grande majorité de son bassin versant (910 km2).
La rivière présente des fluctuations saisonnières de débit typiques du régime pluvial cévenol, avec des hautes eaux d'automne et d'hiver à double sommet, portant le débit mensuel moyen à un premier sommet de 23,7 m3/s en novembre, puis après une chute à 15,9 m3/s en décembre, un nouveau et long sommet allant de 21 à 24,5 m3/s de janvier à mai (avec un maximum en février). S'ensuit une baisse rapide des débits, se terminant en une période d'étiage en juillet-août entraînant une baisse du débit moyen mensuel jusqu'au niveau mensuel moyen de 1,54 m3/s au mois d'août.

### Étiage ou basses eaux
Le VCN3 peut chuter jusqu'au très bas niveau de 0,01 m3/s, soit 10 litres par seconde en cas de période décennale sèche.

### Crues
Les crues peuvent être extrêmement importantes. En effet, le QIX 2 et le QIX 5 valent respectivement 435 et 648 m3/s, ce qui est très élevé. Le QIX 10 est de 788 m3/s, tandis que le QIX 20 se monte à 920 m3/s. Le QIX 50 n'a pas été calculé à cause de la trop courte durée d'observation.
Le débit maximal instantané enregistré à Saint-Fortunat-sur-Eyrieux sur cette période de 27 ans est de 1 350 m3/s, soit plus que le débit moyen du Rhône en aval de Lyon. Mais la crue la plus forte connue sur l'Eyrieux est de 3 600 m3/s en 1857.
Les crues caractéristiques sont Q10 = 1 270 m3/s, Q100 = 2 470 m3/s et Q1000 = 3 620 m3/s.
Aussi quatre stations de vigicrues sont installés sur l'Eyrieux :

### Lame d'eau et débit spécifique
La lame d'eau écoulée dans le bassin versant de la rivière est de 644 millimètres annuellement, soit environ le double de la moyenne française, tous bassins confondus (320 millimètres). Le débit spécifique (Qsp) atteint 20,3 litres par seconde et par kilomètre carré de bassin.

## Principales crues historiques
VIe siècle
- 587

IXe siècle
- 827

XIIe siècle
- 1196

XIIIe siècle
- 1251

XIVe siècle
- 1362
- 1382 Mai

XVe siècle
- 1407 : crue en février

XVIe siècle
- 1501 en juillet
- 1508 en juillet
- 1522 en septembre
- 1543 le 6 septembre
- 1559 le 6 septembre
- 1567 en octobre

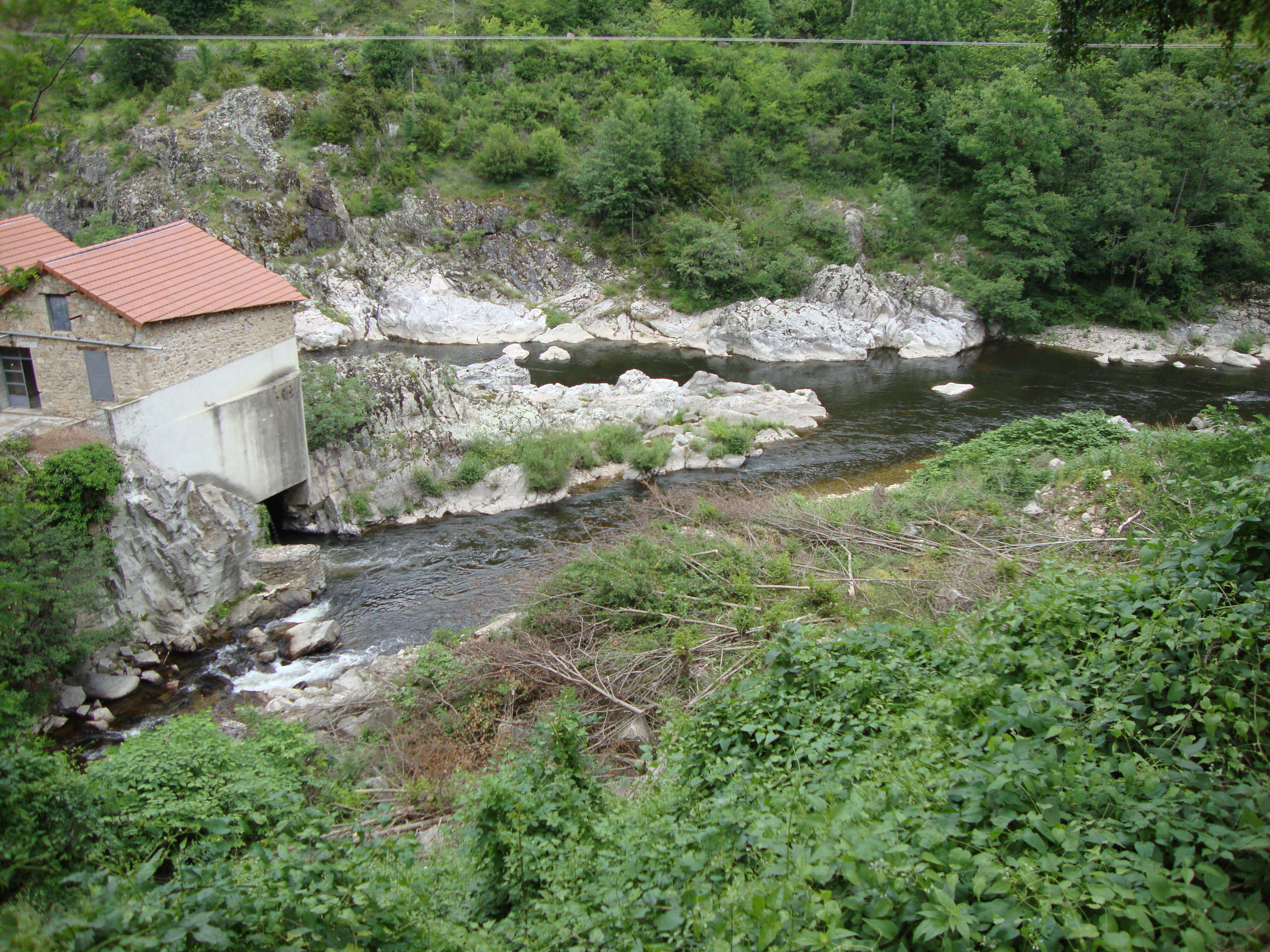
Le Talaron (en bas à gauche) débouchant dans l'Eyrieux.

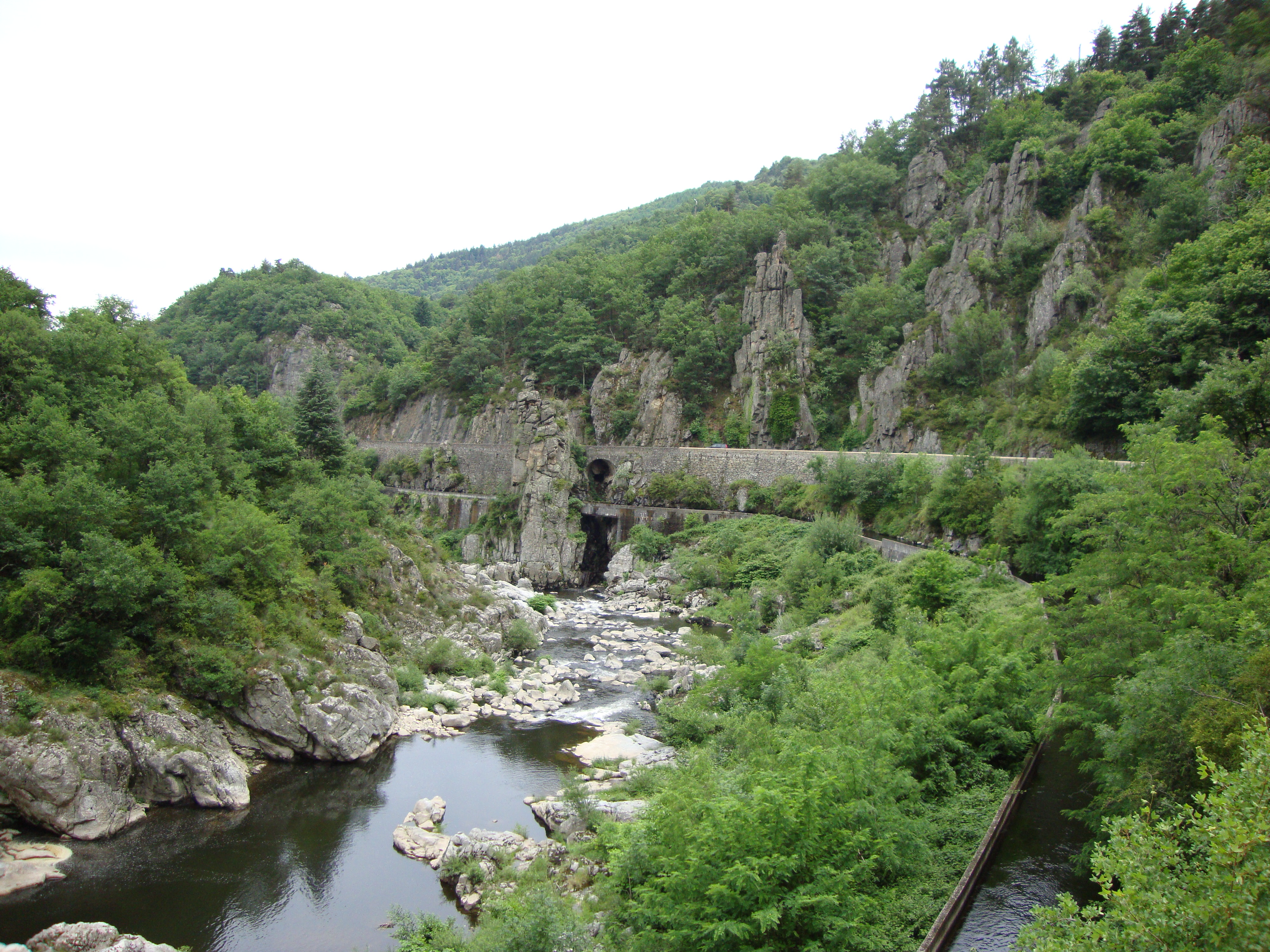
L'Eyrieux aux alentours de Beauvène.

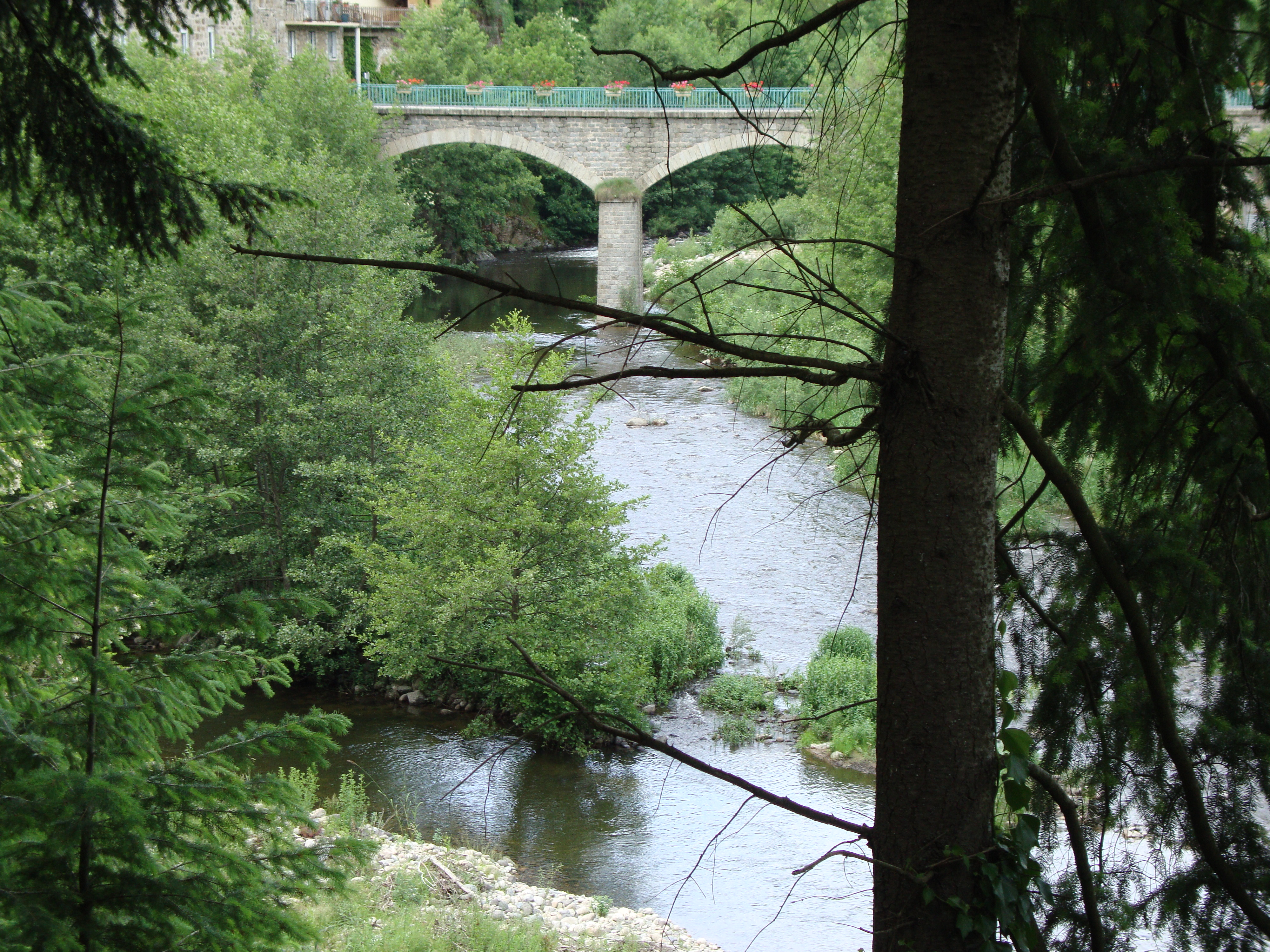
L'Eysse (en bas à gauche) se jette dans l'Eyrieux.

- 1570 en janvier, en juin et décembre

XVIIe siècle
- 1609 le 3 septembre
- 1622
- 1626 le 10 février
- 1636 le 13 septembre
- 1644 le 3 septembre
- 1651 en novembre
- 1679 le 28 septembre

XVIIIe siècle
- 1700 : le 2 juillet
- 1711 :
- 1772 : le 9 septembre
- 1779 : le 28 septembre
- 1782 : le 16 septembre
- 1789 : le 3 septembre
- 1794 : le 3 septembre

XIXe siècle
- 1817 : le 26 août avec 5,74 mètres soit environ 2 380 m3/s aux Ollières et 6 mètres avec environ 2 870 m3/s à Saint-Laurent du Pape
- 1827 : le 11 octobre avec 5,00 mètres soit environ 2 100 m3/s à Saint-Laurent-du-Pape
- 1840 : le 26 août avec 5,1 mètres soit environ 2 100 m3/s à Saint-Laurent du Pape
- 1857 : le 10 septembre avec 9,65 mètres aux Ollières et 7 m à Saint-Laurent-du-Pape soit 3 600 m3/s environ à Beauchastel.
- 1859 : le 14 et 15 octobre avec 5,5 mètres aux Ollières et avec 5,5 mètres soit environ 2 500 m3/s à Saint-Laurent-du-Pape
- 1890 : le 22 et 23 octobre avec 6,4 mètres aux Ollières, avec 5,5 mètres soit environ 2 500 m3/s à Saint-Laurent-du-Pape et 7,45 mètres à Beauchastel.
- 1891 : le 21 octobre avec 4,50 mètres soit environ 1 780 m3/s à Saint-Laurent-du-Pape.

XXe siècle
- 1907: 2 500 m3/s à Pontpierre
- 1932: 2 400 m3/s à Pontpierre
- 1963: 1 600 m3/s à Pontpierre

Depuis le début du XXIe siècle
- 2003: 1 800 m3/s à Pontpierre
- 2014 : le 4 novembre avec 7,5 mètres et 1 800 m3/s à Pontpierre

## Aménagements et écologie

### Activités
L'Eyrieux est apprécié par les pratiquants du canoë-kayak. Le parcours, est très mouvementé sur la partie supérieure (30 km de classe IV/V) et encore soutenu sur la partie basse (14 km de classe II-III), site où se tiennent diverses compétitions.
Le tracé du chemin de fer du Vivarais, aujourd'hui fermé, traverse les gorges de l'Eyrieux.
Aujourd'hui, l'ancien chemin de fer a été aménagée en voie verte appelée la Dolce Via. Elle est reliée à la ViaRhona (voie verte le long du Rhône) et rejoint le Cheylard où elle se divise en deux branches, une branche qui va jusqu'à Saint-Agreve et une autre qui va jusqu'à Lamastre.

## Dans la culture
- Erieux dans Persée+Orages du Cheylard en 1935[13]